# Бенін-Сіті
Бенін-Сіті (англ. Benin City, йоруба Ìlú Benin) — місто в штаті Едо на півдні Нігерії, приблизно в 40 кілометрах на північ від річки Бенін, в 330 км на схід від Лагоса. Населення — 1 147 188 осіб (2006).
Батьківщина одного із найпотужніших та жорстокіших злочинних угруповань світу – «Чорна сокира».

## Назва
Бенін-Сіті в 1180—1897 роках носив назву Іль-Ібіну. Назва на мові йоруба означає «житло (притулок) печалі», пізніше змінене на Ubinu і трансформоване португальцями як Бенін.

## Клімат
| Клімат Бенін-Сіті | Клімат Бенін-Сіті | Клімат Бенін-Сіті | Клімат Бенін-Сіті | Клімат Бенін-Сіті | Клімат Бенін-Сіті | Клімат Бенін-Сіті | Клімат Бенін-Сіті | Клімат Бенін-Сіті | Клімат Бенін-Сіті | Клімат Бенін-Сіті | Клімат Бенін-Сіті | Клімат Бенін-Сіті | Клімат Бенін-Сіті |
| Показник | Січ.              | Лют.              | Бер.              | Квіт.             | Трав.             | Черв.             | Лип.              | Серп.             | Вер.              | Жовт.             | Лист.             | Груд.             | Рік               |
| Середній максимум, °C | 32                | 33                | 33                | 32                | 32                | 29                | 28                | 28                | 28                | 30                | 32                | 32                | 30,7              |
| Середня температура, °C | 26,3              | 27,4              | 27,8              | 27,6              | 26,8              | 25,8              | 24,6              | 24,3              | 25                | 25,6              | 26,8              | 26,6              | 26,1              |
| Середній мінімум, °C | 21                | 22                | 22                | 23                | 22                | 22                | 21                | 21                | 22                | 22                | 22                | 21                | 21,6              |
| Норма опадів, мм | 10                | 50                | 103               | 159               | 180               | 250               | 360               | 293               | 344               | 238               | 59                | 28                | 2074              |
| --- | ----------------- | ----------------- | ----------------- | ----------------- | ----------------- | ----------------- | ----------------- | ----------------- | ----------------- | ----------------- | ----------------- | ----------------- | ----------------- |
| Джерело: http://www.climatedata.eu/climate.php?loc=nizz0004&lang=en, http://www.levoyageur.net/weather-city-BENIN-CITY.html |                   |                   |                   |                   |                   |                   |                   |                   |                   |                   |                   |                   |                   |

## Історія
Заснований в X столітті, Бенін був столицею Королівства Бенін, яке процвітало з XIV до XVII століття. Після 1485 року в Беніні з'явилися португальці. Місто розбагатіло у XVI—XVII століттях на торгівлі рабами, внаслідок чого весь регіон отримав назву Берега рабів, а також на експорті деяких тропічних продуктів. Також у цей час Бенін-Сіті славилося художніми ремеслами.
Місто, як і все королівство Бенін, занепало після 1700 року, проте відродилося в XIX столітті з розвитком торгівлі пальмовими продуктами. 17 лютого 1897 року англійська каральна експедиція під командуванням адмірала Гаррі Роусона захопила і спалила місто, знищивши велику частину скарбів королівства Бенін. Уцілілі цінності (Бенінська бронза, портретні фігури, бюсти, створені з заліза, різьблена слонова кістка, латунь (умовно звана «бронза»)) були вивезені англійцями і в даний час виставлені в багатьох музеях світу.
У 1967 році місто на один день стало столицею самопроголошеної Республіки Бенін.

## Економіка
Бенін-Сіті — центр гумотехнічної промисловості Нігерії. Також у місті розташовані деревообробні та хімічні підприємства. Важливим традиційним промислом є виробництво пальмової олії. Розвинуті художні ремесла (різьблення по дереву і слоновій кістці).

## Освіта
У Бенін-Сіті діє декілька найкращих академічних закладів Нігерії, зокрема, Університет Беніна (University of Benin), Університет Амброзе Аллі (Ambrose Alli University), Університет Бенсон Айдахоза (Benson Idahosa University), Університет Ігбінедіон (Igbinedion University), а також кілька приватних вишів.

## Відомі люди

### Народилися
- Джуліус Агахова — нігерійський футболіст, нападник.
- Мікел Агу (* 1993) — нігерійський футболіст, півзахисник.
- Якубу Аєгбені — нігерійський футболіст, нападник англійського клубу «Блекберн Роверз».
- Ува Елдерсон Ечіеджіле — нігерійський футболіст, захисник збірної Нігерії та португальського «Спортінга».
- Лакі Ідахор — нігерійський футболіст, нападник луганської «Зорі», колишній гравець збірної Нігерії.
- Аґнес Осазува — нігерійська легкоатлетка, олімпійка.